# Seznam ameriških pevcev
Seznam ameriških pevcev je krovni seznam.

## Po poreklu
- seznam afro-ameriških pevcev
- seznam italijansko-ameriških pevcev
- seznam judovsko-ameriških pevcev
- seznam mehiško-ameriških pevcev

## Po zvrsti
- seznam ameriških pevcev zabavne glasbe:

- seznam ameriških blues pevcev
- seznam ameriških country pevcev
- seznam ameriških folk pevcev
- seznam ameriških pevcev gospela
- seznam ameriških heavy metal pevcev
- seznam ameriških jazz pevcev
- seznam ameriških pop pevcev
- seznam ameriških R&B pevcev
- seznam ameriških raperjev
- seznam ameriških rock pevcev
- seznam ameriških soul pevcev

- seznam ameriških pevcev resne glasbe